# Alain Briaux
Pour les articles homonymes, voir Briaux.
Alain Briaux, né le 13 mai 1949 à Bruay-en-Artois, est un batteur et auteur de livres d'histoires drôles français.

## Biographie
Il a fait de nombreux métiers avant de devenir le batteur de plusieurs orchestres amateurs, puis professionnels, dans le Pas-de-Calais. Il a également accompagné durant cette période "Jacky James", entre autres, lors d'une tournée en Italie avec son ami guitariste Claude Schadkowski qui sévit actuellement dans le groupe de.
Puis, il s'installa à Paris dans les années 1970 et c'est à cette époque qu'il accompagna de nombreux artistes (la chanteuse Sandy parmi d'autres) dans différents cabarets parisiens, notamment "Chez Félix" et "Le Requin Chagrin".
Il a principalement accompagné Jacky Guérard, formidable pianiste de rock and roll, premier pianiste du groupe "Les Peetles" qui devint par la suite Il était une fois (groupe). Jacky était un fabuleux conteur d’histoires drôles, et il s’en inspirera pour écrire ses livres de blagues. Serge Koolenn, guitariste et compositeur du groupe Il était une fois, se souvenait d'une tournée épique qu'ils firent ensemble dans la Creuse en 1981, accompagnant Jacky Guérard.
C’est également à cette période qu’il a fait la connaissance de Jacques Mailhot, chansonnier et directeur actuel du Théâtre des Deux Ânes, qui, depuis, est devenu un ami fidèle. 
Il fut, ensuite, pendant deux années, le batteur de la grande idole Vince Taylor et accompagna également Patrick Verbeke, le fameux guitariste et chanteur de blues français.
Son passage avec Vince Taylor fut le lien qui lui a permis de se lier d'amitié avec son voisin de quartier François Jouffa, musicologue, auteur et historien du rock. Comme, à chaque rencontre, ils se racontaient des blagues, il leur vint l’idée d’en publier un livre puis, devant le succès, deux autres.
Ce sont ses origines Ch'timi qui firent que l'éditeur Stéphane Leduc lui demanda d’écrire un livre de blagues en ch’ti, cosigné avec François Jouffa, puis dans la foulée de traduire un livre de recettes ch’ti de Faiza Mebazaa.